# Ophiolepis rugosa
Ophiolepis rugosa is een slangster uit de familie Ophiolepididae.
De wetenschappelijke naam van de soort werd in 1898 gepubliceerd door René Koehler.